# M-46 130mmカノン砲

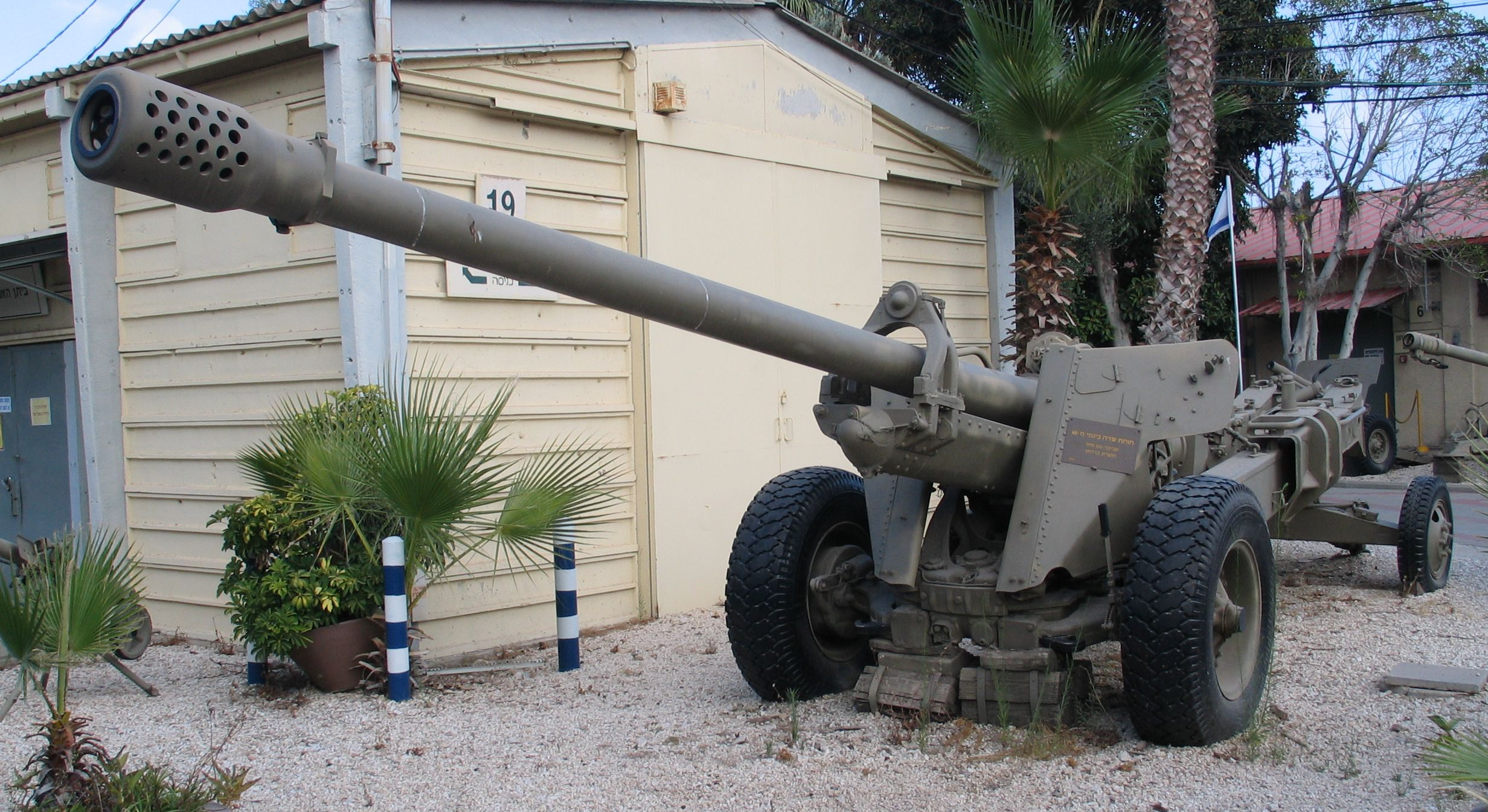
M-46 130mmカノン砲

M-46 130mmカノン砲は、第二次世界大戦後にソビエト連邦が設計した野戦用カノン砲（野砲）である。西側がこの砲の存在を確認したのは1954年であるため、M1954のNATOコードネームが与えられた。

## 概要
この砲は、A-19 122mmカノン砲の後継として開発された。外見上はごく平凡な野戦砲であるが、開発当時としては異例の52口径という超長砲身により標準榴弾で27.5kmという長射程を実現した。これにより、ベトナム戦争や印パ戦争・第三次および第四次中東戦争・アンゴラ内戦などにおいては西側製の105mm/155mm野戦砲の大半を上回る射程を生かして砲撃戦を有利に進めることができた。さらに、中ソ国境紛争や中越戦争・イラン・イラク戦争・湾岸戦争・ユーゴスラビア内戦などでも運用された。
中国でも中ソ対立が始まる前にライセンス生産が始められており、こちらは59式と呼ばれる。59式は8tと重く不便なので、59式の砲身と駐退復座機を、より軽量な60式122mm加農砲の砲架と組み合わせた59-I式という改良型が開発され、59式と60式の生産は59-I式に移行した。また、60式と同じく、59式も各国に輸出されている。他には、83式152mm自走榴弾砲の主砲を59-I式に換装した130mm自走加農砲が開発された。北朝鮮では68式と呼ばれるM-46のコピーが生産され、沿岸砲としても使用されている。

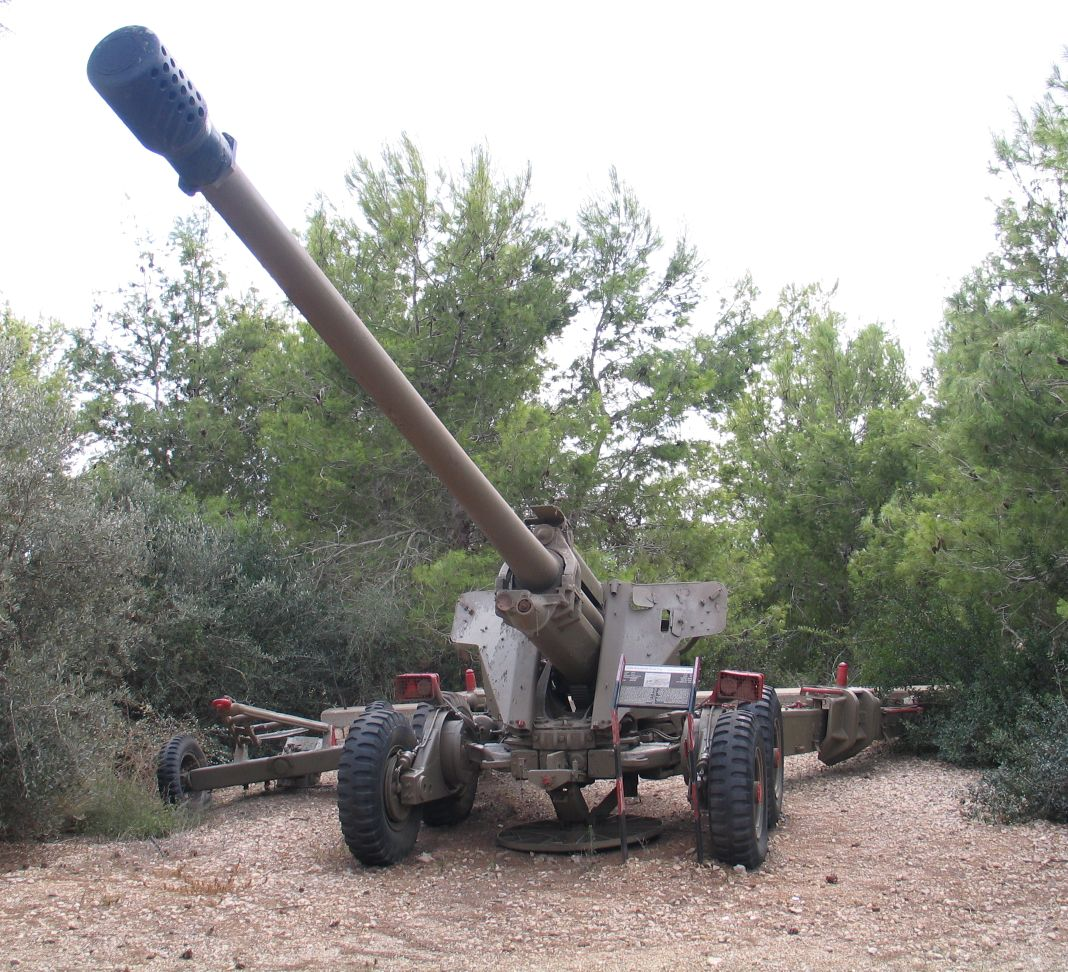
M-46をイスラエルが改修したM-46S 155mm榴弾砲

現在のロシア連邦軍では牽引式の2A36 ギアツィント-Bと自走式の2S5 ギアツィント-Sに更新されているが、現在でも予備兵器として保管されており、世界25ヶ国で採用されている。イスラエルのソルタムでは鹵獲したM-46の砲身を45口径155mm砲に換装し車輪を4つに増やし装填補助装置を追加したM-46S 155mm榴弾砲に改修しており、IDFで運用すると共に海外にもこの改修を売り込んでいる。
2024年7月、ウクライナでの戦闘に投入された可能性が報道された。

## 運用国
- アゼルバイジャン - 2024年時点で、アゼルバイジャン陸軍が35門のM-46を保有[2]。
- エジプト - 2024年時点で、エジプト陸軍が420門のM-46牽引型と、数量不詳の自走砲型を保有[3]。
- フィンランド - 2025年時点で、固定砲台設置の沿岸砲として運用[4]。
- モロッコ - 2024年時点で、モロッコ陸軍が18門のM-46を保有[5]。
- 朝鮮民主主義人民共和国[1]
- レバノン - 2024年時点で、レバノン陸軍が15門のM-46を保有[6]。
- ロシア
- タンザニア - 2024年時点で、タンザニア陸軍が30門の59-I式を保有[7]。
- トルクメニスタン - 2024年時点で、トルクメニスタン陸軍が6門のM-46を保有[8]。

## スペック
- 口径：130mm
- 全長：11.73m
- 全幅：2.45m
- 重量：7,700kg
- 砲身長：6,760mm（52口径）
- 仰俯角：-2.5°~+45°
- 左右旋回角：50°
- 運用要員：8名
- 発射速度：8発/分（最大）、5発/分（連続射撃時）
- 射程：27,500m（標準榴弾）/38,000m（ロケット補助推進弾）